# Luziola brasiliana
Luziola brasiliana är en gräsart som beskrevs av Stefano Moricand. Luziola brasiliana ingår i släktet Luziola och familjen gräs. Inga underarter finns listade i Catalogue of Life.